# 丹尼·威爾遜 (1960年)
丹尼爾·約瑟·"丹尼"·威爾遜（英語：Daniel Joseph "Danny" Wilson，1960年1月1日—）是一名英格蘭前職業足球員及現任領隊，現時任教英甲球會車士打菲特 ，他曾兩度執教 班士利，亦曾帶領錫周三、布里斯托城、米爾頓凱恩斯、哈特普爾、史雲頓和錫菲聯等球隊。

## 生平

### 球員
威爾遜生於英格蘭兰开夏郡威根，亦在當時仍在北部超級聯賽參賽的家鄉球隊韋根出道，上陣8場及射入1球後轉投英格蘭足球聯賽球隊貝利。於球員時期，曾分別於1988年效力盧頓和1991年效力錫周三時贏得聯賽盃。他在1988年決賽對阿仙奴於尚餘7分鐘射入扳平，是盧頓球會史上最重要的入球之一。他亦是1993年錫周三雙料盃賽亞軍成員之一，兩場決賽均臣服於阿仙奴腳下。威爾遜曾代表北愛爾蘭上陣24場及射入1球。

### 領隊

#### 重返班士利
威爾遜於2013年12月17日再作馮婦，於離隊15年後接替被辭退的大卫·费列哥夫（David Flitcroft）重掌位列英冠榜末的班士利帥印。2014年12月，威爾遜成為第24名英格蘭領隊帶隊達到1,000場的里程碑。於球隊降班後仍然只能在英甲緊守中游位置，威爾遜於2015年2月12日被辭退。

#### 車士打菲特
2015年12月24日，威爾遜獲英甲球會車士打菲特邀請加盟任教，簽約年期沒有透露。

## 榮譽

### 球員
盧頓
- 英格蘭聯賽盃冠軍：1987/88年；

錫周三
- 英格蘭聯賽盃冠軍：1990/91年；

### 領隊

#### 升班
班士利
- 英甲〈II〉亞軍：1996/97年，升班英超

哈特普爾
- 英乙亞軍：2006/07年，升班英甲

#### 盃賽
布里斯托城
- 英格蘭聯賽錦標冠軍：2002/03年；

#### 獎項
- 英格蘭足球聯賽領隊協會年度最佳領隊：1997年；
- 英超每月最佳領隊：2000年1月；
- 英甲每月最佳領隊：2011年12月、2012年10月；

## 外部連結
- Vital Hartlepool Profile: Danny Wilson
- 足球資料庫：Danny Wilson的領隊統計數據